# رومان فيربير
رومان فيربير (29 مايو 1993 ببلجيكا - ) هو لاعب كرة قدم بلجيكي في مركز الهجوم. لعب مع نادي رويال شارلروا ونادي مونز.

## وصلات خارجية
- رومان فيربير على موقع قاعدة بيانات كرة القدم.إي يو (الإنجليزية)
- رومان فيربير على موقع Soccerway.com (الإنجليزية)